# Goladūr
Goladūr (persiska: گلدور) är en ort i Iran.   Den ligger i provinsen Västazarbaijan, i den nordvästra delen av landet, 700 km nordväst om huvudstaden Teheran. Goladūr ligger 1 759 meter över havet och antalet invånare är 360.
Terrängen runt Goladūr är varierad. Goladūr ligger nere i en dal.Runt Goladūr är det ganska tätbefolkat, med 75 invånare per kvadratkilometer. Närmaste större samhälle är Kāpūt, 18,9 km nordväst om Goladūr. Trakten runt Goladūr består i huvudsak av gräsmarker.